# Terphothrix
Terphothrix är ett släkte av fjärilar. Terphothrix ingår i familjen tofsspinnare.

## Dottertaxa tillTerphothrix, i alfabetisk ordning[1]
- Terphothrix callima
- Terphothrix errans
- Terphothrix fusca
- Terphothrix grisea
- Terphothrix hedila
- Terphothrix immaculata
- Terphothrix impura
- Terphothrix lanaria
- Terphothrix limula
- Terphothrix lojana
- Terphothrix medinata
- Terphothrix mentor
- Terphothrix modificata
- Terphothrix nigrisparsus
- Terphothrix nivea
- Terphothrix nox
- Terphothrix ochreata
- Terphothrix parmata
- Terphothrix partalba
- Terphothrix parthenica
- Terphothrix persimilis
- Terphothrix postropaea
- Terphothrix punctifimbriata
- Terphothrix puntuada
- Terphothrix pura
- Terphothrix roseidorsum
- Terphothrix rufidorsata
- Terphothrix saphena
- Terphothrix seydeli
- Terphothrix sicyata
- Terphothrix suppura
- Terphothrix tarsalis
- Terphothrix taus
- Terphothrix tenuis
- Terphothrix tibialis
- Terphothrix unicolor
- Terphothrix uniformis
- Terphothrix unilinea
- Terphothrix unimoda
- Terphothrix votis